# Unión Deportiva Logroñés
La Unión Deportiva Logroñés es un club de fútbol español de la ciudad de Logroño (La Rioja). Se fundó en 2009 y participa, desde la temporada 2023-24, en el Grupo 2 de la Segunda Federación.

## Historia

### Primeros años (2009-2012)
En junio del 2009, tras la extinción del Club Deportivo Logroñés, el empresario riojano Félix Revuelta, propietario de Naturhouse, fundó una nueva sociedad anónima deportiva con la denominación Unión Deportiva Logroñés y compró la plaza federativa del Club Deportivo Varea tras su ascenso a la Segunda División B, división en la que comenzó a competir. El C. D. Varea, tras vender su plaza en Segunda B, pasó a disputar la Regional Preferente de La Rioja.
El club echó a andar, así, en la Segunda División B de España 2009-10, en cuyo grupo III quedó encuadrado. Realizó una buena temporada al quedar noveno en la clasificación. En las temporadas 2010-11 y 2011-12 se quedó a muy poco de disputar la promoción de ascenso a Segunda División, después de quedar en la sexta y en la quinta plaza respectivamente.

### Primeras promociones de ascenso (2012-2019)
Tras dos malas temporadas 2012-13 y 2013-14 en las que el equipo se movió por la parte baja de la tabla, finalmente el 10 de mayo de 2015 la U.D. Logroñés consiguió la ansiada clasificación a la eliminatoria de ascenso con una victoria sobre el Club Deportivo Lealtad por 2-1 en el Estadio Las Gaunas. Dicha fase de ascenso acabó a las primeras de cambio ante el Huracán de Valencia, en una eliminatoria llena de polémica por varias decisiones arbitrales más que dudosas que perjudicaron al conjunto riojano.
El 17 de abril de 2016, tras empatar a cero ante el Burgos Club de Fútbol, la U. D. Logroñés se clasificó por segunda vez en su historia para la Promoción de ascenso a Segunda División a falta de cuatro jornadas. Superó en la primera ronda al Villarreal B (0-0 en la ida y 1-1 en la vuelta, imponiéndose gracias al valor doble de los goles de visitante), pero cayó en la segunda (0-1 en la ida y 0-0 en la vuelta) frente al Sevilla Atlético Club, que terminó ascendiendo.
En la temporada 2018-19 quedó segundo clasificado, detrás del Racing de Santander, y consiguió, así, el play off. En la primera eliminatoria derrotó al C. D. Badajoz (0-1 en la ida y 3-3 en un apasionante partido de vuelta), pero no logró superar las semifinales y cayó contra el Hércules de Alicante C. F. (3-1 en la ida y 0-0 en la vuelta).

### Ascenso a Segunda División (2019-20)

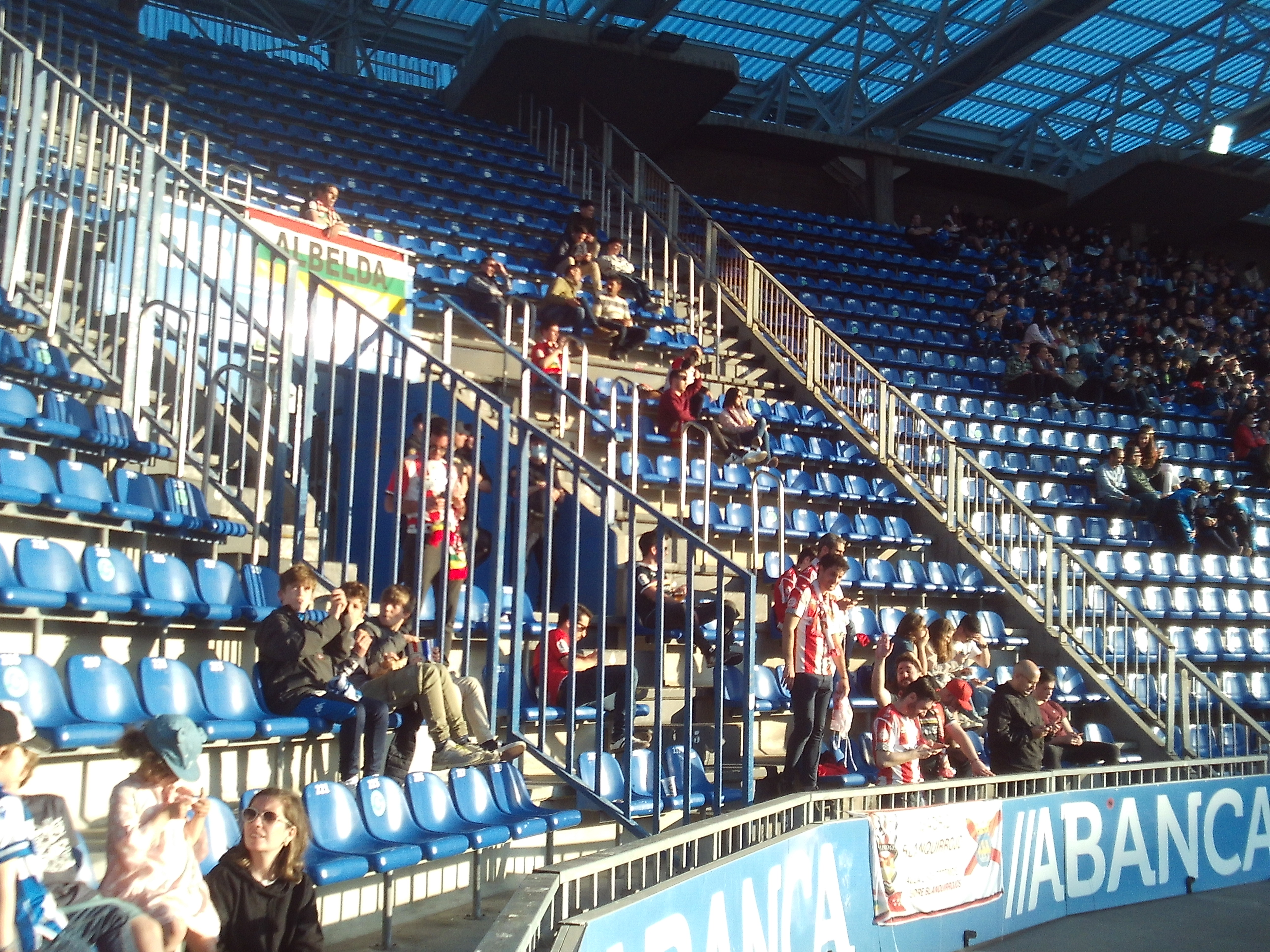
Aficionados de la UD Logroñés.

En la temporada 2019-20 consiguió ascender a Segunda División. Quedó líder del grupo II de la Segunda División B en el momento de suspensión del campeonato a mediados de marzo de 2020, a consecuencia de la pandemia de COVID-19. Posteriormente, el 18 de julio del mismo año, se enfrentó en el play off de campeones a partido único al C. D. Castellón. Tras empatar 1-1 en el tiempo reglamentario más prórroga, la U. D. Logroñés ganó la tanda de penaltis por 3-2 y logró el ascenso junto al F. C. Cartagena, el C. E. Sabadell y el C. D. Castellón. El encuentro se disputó en el Estadio La Rosaleda de Málaga y a puerta cerrada por motivos sanitarios debido a la crisis sanitaria. Coincidiendo con su ascenso, se publicó el himno oficial del club, compuesto por la banda riojana de metal Tierra Santa.

### Un año en Segunda División (2020-21)

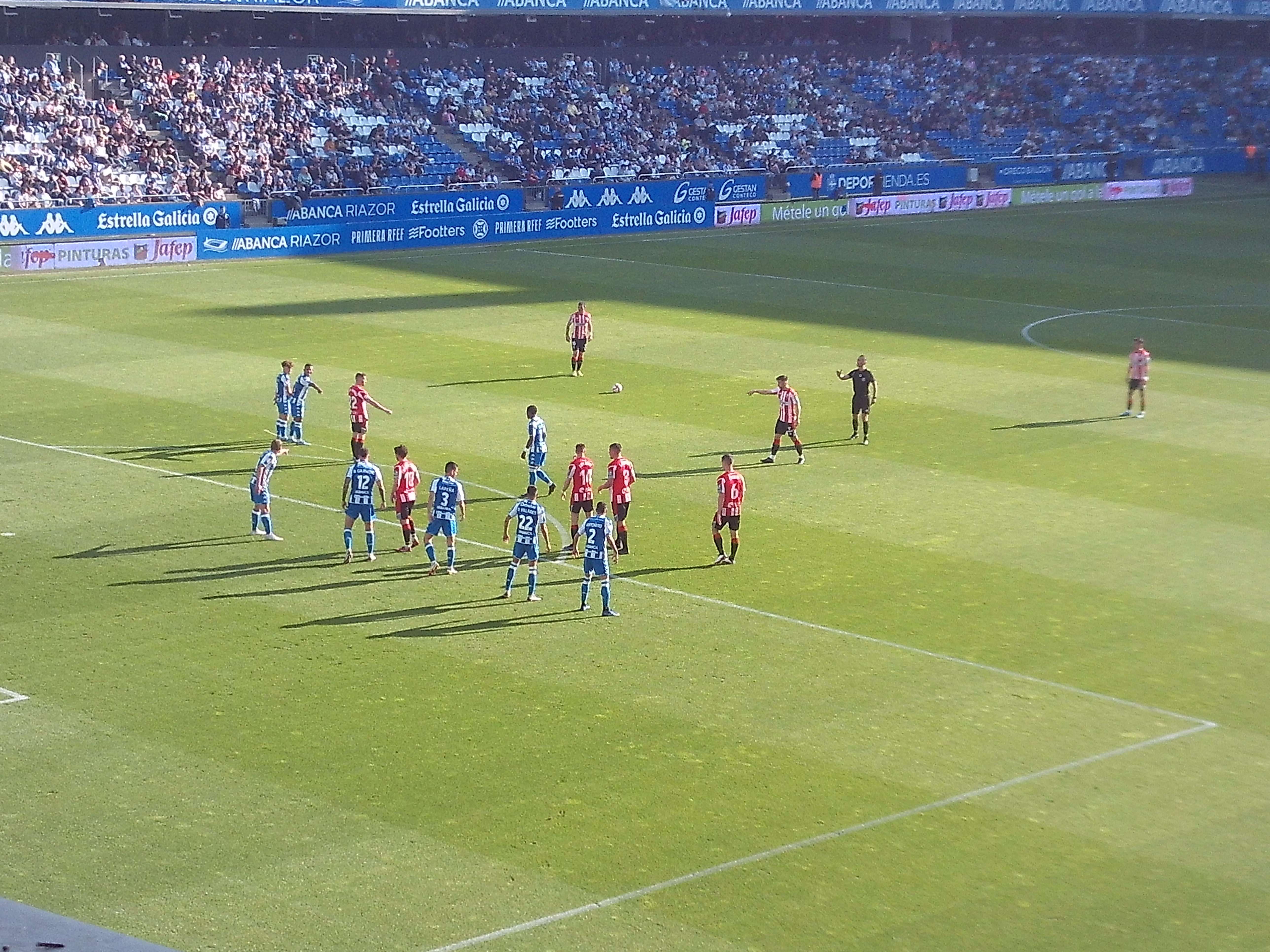
Deportivo de La Coruña vs.UD Logroñés

La temporada 2020-21 estuvo marcada por jugar todos los encuentros a puerta cerrada debido a las restricciones sanitarias por la covid-19. La U. D. Logroñés tuvo un buen comienzo y algunos medios lo trataron como el equipo revelación tras una racha de seis victorias consecutivas en la jornada 14. El equipo se situaba a solo un puesto de la eliminatoria de ascenso a Primera División y con los mismos puntos que el Rayo Vallecano, que lo ocupaba. Después de esta racha el equipo entró en una dinámica negativa y acabó la temporada vigésimo, por lo que descendió a Primera División RFEF.

### Primera Federación (2021-2023)
Tras el descenso, el objetivo del club era la vuelta inmediata al fútbol profesional. La primera temporada, la 2021-22, consiguieron jugar la promoción de ascenso, donde fue eliminado en semifinales por el Villarreal C. F. "B".
La temporada 2022-23 fue desastrosa, y con un equipo diseñado para el ascenso, no funcionó en ningún momento de la temporada. Se certificó su descenso a Segunda Federación a falta de tres jornadas para terminar la liga.La única alegría de la temporada vino del concurso en la Copa del Rey, donde la UDL alcanzó los dieciseisavos de final tras conseguir pasar dos rondas. En esta tercera ronda cayó contra la Real Sociedad, de Primera División, por 0-1 en un Estadio de Las Gaunas completamente abarrotado.

### Segunda Federación (2023-actualidad)
La temporada 2023-24 en Segunda Federación comenzó con el claro objetivo del ascenso. 
El club se inscribió en la Copa Federación y de aquí vinieron las primeras alegrías de la temporada. El equipo consiguió ganar la fase regional de la competición, ganándose un puesto para la fase nacional. En esta fase alcanzó las semifinales, clasificándose así para la Copa del Rey por novena temporada consecutiva,donde cayó contra el Valencia C. F., de Primera División, por 0-2.
En la liga, pronto se encuadró en la parte alta de la clasificación, aunque nunca llegó a pugnar por el primer puesto que daba el ascenso directo de categoría. Acabó en 3er lugar, lo que le dio acceso al playoff de ascenso. Tras eliminar al C. D. Guijuelo en semifinales, cayó en la final ante el Marbella F. C. en un estadio de Las Gaunas que rozó el lleno absoluto.
La temporada 2024-25 comenzó de manera titubeante, en los puestos de playoff, pero sin acercarse al objetivo del ascenso directo. Diferente desempeño en la copa del Rey, donde consiguió eliminar a la S. D. Eibar en la primera ronda, y seguidamente al Girona F. C. en la ronda siguiente, para de esta forma lograr el objetivo de enfrentarse a un equipo de Supercopa de España. El sorteo deparó el encuentro entre la U. D. Logroñés y el Athletic Club, para el que, en apenas un día, se llegaron a vender más de 5000 entradas.
El 25 de noviembre de 2024, el nuevo entrenador, Miguel Flaño fue destituido debido a los malos resultados en liga. Se ocupó del cargo de manera interina Sergio Rodríguez, en su cuarta etapa en el banquillo de la entidad. Tampoco Sergio logró el revulsivo esperado y el 5 de marzo se anunció a Yayo Urzay, hasta ese momento entrenador del filial, como nuevo entrenador del primer equipo. Tras sólo dos partidos, y un solo punto ganado, el club decidió reemplazar de nuevo al entrenador, eligiendo al hasta ahora director deportivo Carlos Lasheras. Finalmente la UDL no consiguió meterse en la promoción de ascenso y acabó la liga en 6.º lugar. La temporada fue considerada un fracaso pese a clasificarse para la Copa del Rey.

## Uniforme
- Uniforme titular: Camiseta blanquirroja, pantalón negro y medias negras.
- Uniforme alternativo: Camiseta color vino con la bandera de La Rioja, pantalón blanco y medias vino.
- Tercer uniforme: Camiseta color azul, pantalón azul y medias negras.

## Instalaciones

### Estadio

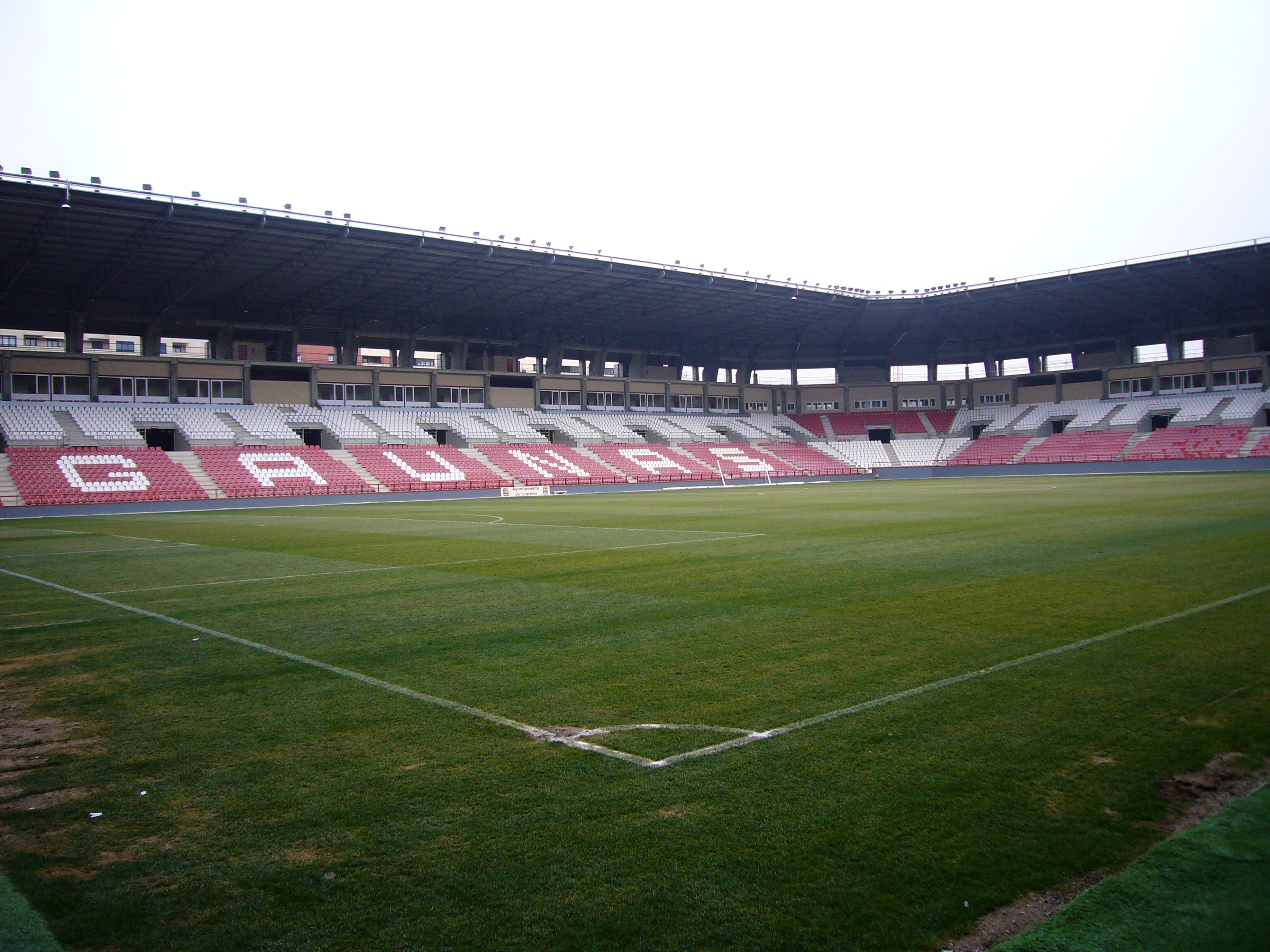
Vista interior del Estadio Las Gaunas.

El Estadio Municipal Las Gaunas, o simplemente Las Gaunas, es el estadio de fútbol donde juega sus partidos la Unión Deportiva Logroñés. Está ubicado al sur de Logroño, junto al Palacio de los Deportes de La Rioja.
Se inauguró el 28 de febrero de 2002 con un partido amistoso entre el C. D. Logroñés y el Deportivo Alavés. Tiene capacidad para 15.952 espectadores y las dimensiones del terreno de juego son de 104 × 66 metros. Los asientos son de color blanco y rojo y forman la inscripción Gaunas.
El antiguo estadio, que también se llamaba Las Gaunas, era muy conocido en los años 90 por la expresión «HAY GOL EN LAS GAUNAS».

### Ciudad deportiva
Es el primer equipo en la historia del fútbol de La Rioja en tener una Ciudad Deportiva propia, la cual empezó a construirse en febrero de 2022 y fue estrenada el 17 de marzo de 2023. Se ubica en el barrio residencial de Valdegastea, a las afueras de la ciudad. Unos 7 millones de euros fueron invertidos en su construcción.
Estas instalaciones constan de tres campos de fútbol, dos de hierba artificial y uno de hierba natural. Además cuenta con otras comodidades como gimnasio, sala de prensa, oficinas, tienda oficial o bar. Su uso está destinado a los entrenamientos de los diversos equipos del club y a la disputa de partidos de los equipos de categorías inferiores.

## Datos del club
- Temporadas en Primera División: 0
- Temporadas en Segunda División: 1
- Temporadas en Primera Federación: 2
- Temporadas en Segunda Federación / Segunda B: 14
- Mayor goleada conseguida: U. D. Logroñés 7-1 S. D. Gernika (temporada 2023-24)[20]

## Rivalidades
La U. D. Logroñés guarda algunas de las rivalidades históricas que ya tenía su antecesor, como por ejemplo contra el Osasuna. También tiene nuevas como con la Sociedad Deportiva Logroñés, el otro equipo de la ciudad, que milita en su misma categoría.

## Palmarés
Nota: en negrita competiciones vigentes en la actualidad.
| Competición nacional     | Títulos           | Subcampeonatos    |
| ------------------------ | ----------------- | ----------------- |
| Segunda División B (1/1) | 2019-20 (Gr. II). | 2018-19 (Gr. II). |

| Competición regional  | Títulos | Subcampeonatos |
| --------------------- | ------- | -------------- |
| Copa Federación (1/0) | 2023.   |                |

### Trofeos amistosos
- Trofeo Luis de la Fuente (1): 2025.[22]
- Trofeo Villa de Laguardia (2): 2015, 2016.
- Trofeo de las Verduras (1): 2015.
- Trofeo Cristo (1)
- Trofeo Álvaro Benito (1)
  - Subcampeón Trofeo Cerrajerías Clavería
  - Campeón triangular y degustación

## Trayectoria

### Histórico de temporadas
| Temporada | Categoría         | Puesto | Copa del Rey  |
| --------- | ----------------- | ------ | ------------- |
| 2009-10   | 2.ª B (Grupo III) | 9.º    | 1.ª ronda     |
| 2010-11   | 2ª B (Grupo II)   | 6.º    | 1/16 de final |
| 2011-12   | 2ª B (Grupo II)   | 5.º    | 3.ª ronda     |
| 2012-13   | 2ª B (Grupo II)   | 14.º   | 1.ª ronda     |
| 2013-14   | 2ª B (Grupo I)    | 11.º   |               |
| 2014-15   | 2ª B (Grupo I)    | 4.º    |               |
| 2015-16   | 2.ª B (Grupo I)   | 4.º    | 1/16 de final |
| 2016-17   | 2ª B (Grupo II)   | 6.°    | 1.ª ronda     |
| 2017-18   | 2ª B (Grupo II)   | 7.°    | 3.ª ronda     |

| Temporada | Categoría           | Puesto | Copa del Rey  |
| --------- | ------------------- | ------ | ------------- |
| 2018-19   | 2ª B (Grupo II)     | 2.°    | 3.ª ronda     |
| 2019-20   | 2.ª B (Grupo II)    | 1.°    | 1/16 de final |
| 2020-21   | 2.ª División        | 20.°   | 1.ª ronda     |
| 2021-22   | 1.ª RFEF (Grupo I)  | 5.°    | 1.ª ronda     |
| 2022-23   | 1.ª Fed. (Grupo II) | 18.º   | 1/16 de final |
| 2023-24   | 2.ª Fed. (Grupo II) | 3.º    | 1.ª ronda     |
| 2024-25   | 2.ª Fed. (Grupo II) | 6.º    | 1/16 de final |
| 2025-26   | 2.ª Fed. (Grupo II) |        |               |

```
LEYENDA

 :Ascenso de categoría

 :Descenso de categoría
```

### Participaciones en Copa del Rey
| Temporada | Ronda      | Rival              | Ida          | Vuelta       | Global       |  |
| --------- | ---------- | ------------------ | ------------ | ------------ | ------------ |  |
| 2009-10   | 1.ª Ronda  | Villajoyosa C. F.  | 2-0          | 2-0          | 2-0          |  |
| 2010-11   | 1.ª Ronda  | Deportivo Alavés   | 0-1          | 0-1          | 0-1          |  |
| 2010-11   | 2.ª Ronda  | C. C. D. Cerceda   | 0-0 (4-3 p.) | 0-0 (4-3 p.) | 0-0 (4-3 p.) |  |
| 2010-11   | 3.ª Ronda  | C. D. Badajoz      | 0-2          | 0-2          | 0-2          |  |
| 2010-11   | 1/16 final | Valencia C. F.     | 0-3          | 4-1          | 1-7          |  |
| 2011-12   | 1.ª Ronda  | C. F. Palencia     | 1-3          | 1-3          | 1-3          |  |
| 2011-12   | 2.ª Ronda  | S. D. Noja         | 0-2          | 0-2          | 0-2          |  |
| 2011-12   | 3.ª Ronda  | C. D. Mirandés     | 3-1          | 3-1          | 3-1          |  |
| 2012-13   | 1.ª Ronda  | S. D. Logroñés     | 2-1          | 2-1          | 2-1          |  |
| 2015-16   | 1.ª Ronda  | Linares Deportivo  | 2-1          | 2-1          | 2-1          |  |
| 2015-16   | 2.ª Ronda  | UCAM Murcia C. F.  | 2-2 (5-4 p.) | 2-2 (5-4 p.) | 2-2 (5-4 p.) |  |
| 2015-16   | 3.ª Ronda  | C. D. Badajoz      | 0-2          | 0-2          | 0-2          |  |
| 2015-16   | 1/16 final | Sevilla C. F.      | 0-3          | 2-0          | 0-5          |  |
| 2016-17   | 1.ª Ronda  | C. D. Calahorra    | 0-0 (4-1 p.) | 0-0 (4-1 p.) | 0-0 (4-1 p.) |  |
| 2017-18   | 1.ª Ronda  | Real Avilés C. F.  | 4-0          | 4-0          | 4-0          |  |
| 2017-18   | 2.ª Ronda  | A. D. Unión Adarve | 0-0 (8-7 p.) | 0-0 (8-7 p.) | 0-0 (8-7 p.) |  |
| 2017-18   | 3.ª Ronda  | S. D. Formentera   | 4-3          | 4-3          | 4-3          |  |

| Temporada | Ronda      | Rival                         | Ida          | Vuelta       | Global       |  |
| --------- | ---------- | ----------------------------- | ------------ | ------------ | ------------ |  |
| 2018-19   | 1.ª Ronda  | U. P. Langreo                 | 1-2          | 1-2          | 1-2          |  |
| 2018-19   | 2.ª Ronda  | F. C. Cartagena               | 1-1 (4-5 p.) | 1-1 (4-5 p.) | 1-1 (4-5 p.) |  |
| 2018-19   | 3.ª Ronda  | Real Racing Club de Santander | 1-0          | 1-0          | 1-0          |  |
| 2019-20   | 1.ª Ronda  | C. Marino de Luanco           | 2-1          | 2-1          | 2-1          |  |
| 2019-20   | 2.ª Ronda  | Cádiz C. F.                   | 1-1 (4-2 p.) | 1-1 (4-2 p.) | 1-1 (4-2 p.) |  |
| 2019-20   | 1/16 final | Valencia C. F.                | 0-1          | 0-1          | 0-1          |  |
| 2020-21   | 1.ª Ronda  | S. D. Amorebieta              | 1-0          | 1-0          | 1-0          |  |
| 2021-22   | 1.ª Ronda  | U. D. Llanera                 | 2-1          | 2-1          | 2-1          |  |
| 2022-23   | 1.ª Ronda  | C. D. A. Navalcarnero         | 1-3 (t.e.)   | 1-3 (t.e.)   | 1-3 (t.e.)   |  |
| 2022-23   | 2.ª Ronda  | Albacete Balompié             | 0-0 (4-3 p.) | 0-0 (4-3 p.) | 0-0 (4-3 p.) |  |
| 2022-23   | 1/16 final | Real Sociedad                 | 0-1          | 0-1          | 0-1          |  |
| 2023-24   | 1.ª Ronda  | Valencia C. F.                | 0-2          | 0-2          | 0-2          |  |
| 2024-25   | 1.ª Ronda  | S. D. Eibar                   | 1-0          | 1-0          | 1-0          |  |
| 2024-25   | 2.ª Ronda  | Girona F. C.                  | 0-0 (4-3 p.) | 0-0 (4-3 p.) | 0-0 (4-3 p.) |  |
| 2024-25   | 1/16 final | Athletic Club                 | 0-0 (3-4 p.) | 0-0 (3-4 p.) | 0-0 (3-4 p.) |  |

### Participaciones en playoffs de ascenso
| Temporada | Liga               | Ronda            | Rival                      | Ida            | Vuelta         | Global         |  | Ascenso |
| --------- | ------------------ | ---------------- | -------------------------- | -------------- | -------------- | -------------- |  | ------- |
| 2014-15   | Segunda División B | Cuartos de final | Huracán Valencia C. F.     | 1-1            | 2-1            | 2-3            |  |         |
| 2015-16   | Segunda División B | Cuartos de final | Villarreal C. F. "B"       | 0-0            | 1-1            | 1-1            |  |         |
| 2015-16   | Segunda División B | Semifinal        | Sevilla Atlético           | 0-1            | 0-0            | 0-1            |  |         |
| 2018-19   | Segunda División B | Cuartos de final | C. D. Badajoz              | 0-1            | 3-3            | 3-4            |  |         |
| 2018-19   | Segunda División B | Semifinal        | Hércules de Alicante C. F. | 3-1            | 0-0            | 3-1            |  |         |
| 2019-20   | Segunda División B | Final Campeones  | C. D. Castellón            | 1-1 (pen. 2-3) | 1-1 (pen. 2-3) | 1-1 (pen. 2-3) |  |         |
| 2021-22   | Primera Federación | Semifinal        | Villarreal C. F. "B"       | 3-1            | 3-1            | 3-1            |  |         |
| 2023-24   | Segunda Federación | Semifinal        | C. D. Guijuelo             | 0-0            | 1-0            | 0-1            |  |         |
| 2023-24   | Segunda Federación | Final            | Marbella F. C.             | 1-0            | 0-1            | 2-0            |  |         |

## Organigrama deportivo

### Jugadores
| Máximos goleadores              | Máximos goleadores             | Máximos goleadores | Más partidos disputados | Más partidos disputados | Más partidos disputados |
| ------------------------------- | ------------------------------ | ------------------ | ----------------------- | ----------------------- | ----------------------- |
| 1.                              | Diego Cervero                  | 53 goles           | 1.                      | Iñaki Sáenz             | 333 partidos            |
| 2.                              | Marcos André de Sousa          | 26 goles           | 2.                      | Miguel Martínez         | 207 partidos            |
| 3.                              | Rayco García                   | 24 goles           | 3.                      | Miguel Santos           | 145 partidos            |
| =                               | Iñaki Sáenz                    | 24 goles           | 4.                      | César Caneda            | 140 partidos            |
| 5.                              | Antonio Manuel Asencio, "Ñoño" | 22 goles           | 5.                      | Jaime Paredes           | 132 partidos            |
| Actualizado a temporada 2024/25 |                                |                    |                         |                         |                         |

Nota: En negrita los jugadores aún activos en el club.

## Fútbol base

### U. D. Logroñés Promesas
El club riojano cuenta con un filial en el Grupo XVI de Tercera Federación, la U. D. Logroñés "B".

### Resto fútbol base
La Unión Deportiva Logroñés cuenta con un equipo en categoría Juvenil División de Honor, un equipo en Juvenil Nacional, dos equipos en la categoría cadete, otros dos en infantil, así como cuatro equipos en categoría Fútbol 8 (dos alevines y dos benjamines).